# Cycas papuana
Cycas papuana é uma espécie de cicadófita do género Cycas da família Cycadaceae, nativa da Papua-Nova Guiné.